# 混和材料
混和材料（こんわざいりょう）は、ワーカビリティ（打設作業のしやすさ）改善や強度・耐久性の向上、凝結速度の調整などを目的としてコンクリートに混和される薬剤の総称である。添加する量が比較的少量で、完成したコンクリートの容積として算入する必要のないAE剤などを混和剤（英: chemical admixture）、スラグなど添加量が多く、コンクリートの容積として算入すべきものを混和材（英: mineral admixture）と呼ぶ。

## 混和剤
日本では1950年に初めてAE剤が導入され、1950年代後半から1960年代前半にかけてAE減水剤などが開発された。1965年には、混和剤メーカー・販売会社により業界団体のコンワ会（現・コンクリート用化学混和剤協会）が設立された。1982年には、JIS規格によりAE剤、減水剤およびAE減水剤の品質基準が制定された。
AE剤
作業能率の向上や、凍結・溶解耐性を高める目的でコンクリート中に空気泡を発生させる（空気連行性）ために混和される界面活性剤。詳細はAE剤を参照
AE減水剤、減水剤、高性能AE減水剤
減水剤は、セメント粒子表面に負の電荷を与え、粒子を分散させることにより流動性を高める。AE減水剤は、AE剤と減水剤双方の機能を持つ。1932年にスイスでオキシカルボン酸塩が、1938年にアメリカでリグニンスルホン酸塩が開発され、現在ではこれらに加えポリオール誘導体も用いられている。日本では1951年に只見川の本名ダムで初めてAE減水剤が使用され、以降AE減水剤が普及した。
高性能AE減水剤は空気連行性があり、AE減水剤より高い減水性能・良好なスランプ保持性能を持つ。1980年代中頃に開発され、1987年より市場に出始めた。一般のコンクリートの減水性の他、圧縮強度60~100N/mm2の超高強度コンクリート製造にも役割を果たす。2000年の統計ではポリカルボン酸系が半数以上を占め、ナフタリン系、アミノスルホン酸系がこれに次ぐ。
流動化剤
土木学会によると、「予め練り混ぜられたコンクリートに添加し、これを撹拌することによってその流動性を増大させることを主たる目的とした混和剤」と定義している。界面活性剤が主成分であり、ナフタリンスルホン酸ホルムアルデヒド高縮合物塩やメラミンスルホン酸ホルムアルデヒド高縮合物塩、スチレンスルホン酸共重合物塩などがあるが、1987年をピークに高性能AE減水剤に取って代わられ、需要は減少している。
分離低減剤
セメント粒子と水分、また骨材とセメントペーストとの分離を抑制することを目的として添加される増粘剤。水中不分離コンクリートや高流動コンクリートの製造、吹き付けコンクリートの粉塵低減に使用されている。大きく分けて、メチルセルロースなどのセルロース系と、ポリアクリルアミドやアクリルポリマーなどのアクリル系があるが近年ではグリコール系高分子やバイオポリマーなども用いられている。
起泡剤、発泡剤
コンクリートに気泡を混入させ、断熱性や軽量性を持たせる目的で添加される。ALC（軽量気泡コンクリート）の製造にも用いられる。起泡剤にはアルキル硫酸エステル塩やアルキルベンゼンスルホン酸塩などの合成界面活性剤、松脂をアルカリで鹸化したロジン石鹸などの樹脂石鹸系、牛馬の蹄や角などを粉末にした蛋白系がある。 発泡剤は水素の発生を利用したアルミニウム粉末が代表的である。酸素や塩化物イオンを生じるものは鉄筋の錆を促進するため、二酸化炭素を生じる物はコンクリートの中性化を促進するため好ましくない。
凝結・硬化調節剤、急結剤
コンクリートの水和による凝結速度をコントロールするための混和剤。促進剤は寒冷地でコンクリートの凝結を促進し、早期に凍害に耐える強度を持たせる・プレストレストコンクリート工場で生産設備の回転を向上する・凝結を遅らせる作用のあるAE減水剤に配合して凝結遅延を改善するなどの効果が、遅延剤は夏季において高温による早期硬化を抑制する・ミキサー車中での凝結抑制などの効果があり、促進剤・遅延剤ともに有機系と無機系のものがある。無機系促進剤は硝酸塩、硫酸塩、炭酸塩、アルミナなど、有機系促進剤は無水マレイン酸、酢酸やアクリル酸のカルシウム塩、アミン類など、無機系遅延剤はリン酸塩やホウ酸、亜鉛化合物、銅化合物など、有機系遅延剤はオキシカルボン酸や糖アルコール類、高分子有機酸などが用いられる。
急結剤はNATM工法において、吹付けコンクリートの凝結速度を著しく速めるための添加剤。日本国内では1964年に電源開発七色発電所で初めて使用された。無機塩系のアミン酸アルカリ塩や炭酸アルカリ塩、セメント鉱物系のカルシウムアルミネート、中性の水溶性アルミニウム塩などが用いられる。
防錆剤
腐蝕抑制剤とも呼ばれ、鉄筋コンクリートの鉄筋の錆を抑制する。海砂を骨材として利用するために開発されたが、水洗いにより砂に含まれる塩分を除去するようになり需要は減少している。無機系の亜硝酸塩やクロム酸塩、有機系のエステル塩やメルカプタンなどがあるが、コンクリート硬化時間などに影響の少ない無機系の物が多く使われている。
防水剤
コンクリートの水分透過を防ぐことを目的とした混和剤。大別すると無機系の塩化カルシウムや水ガラス（ケイ酸ナトリウム）、ケイ酸質粉末、有機系の高級脂肪酸やポリマーディスパージョンなどが主流である。水ガラス・ケイ酸質粉末とポリマーディスパージョンは空隙を充填し、高級脂肪酸は撥水性を持たせることで防水効果を生じさせる。塩化カルシウムはコンクリートの水和を促進し、組織を緻密化させて防水効果を向上させるが、経年によって効果は低減する。また、塩化物イオンによる鉄筋の腐蝕にも注意を要する。

## 混和材
超微粉末
酸化ケイ素・酸化アルミニウム・酸化カルシウムなどを含み、セメントのアルカリ性下で水和反応をする粉末。は主にシリカの粉末や高炉スラグ、フライアッシュ（石炭灰）、石灰石、籾殻灰などが添加され、コンクリートの強度促進とともに製鉄所や石炭火力発電所の産業廃棄物のリサイクルの役割を果たしている。日本では1910年頃から高炉スラグを使用した高炉セメントの製造が行われ、近年では混和材としての利用も進み、1995年にJIS規格による品質基準が制定された。フライアッシュの利用は高炉スラグより遅く、1953年に須田貝ダムの建設で日本で初めて使われたとされている。
セメント混和用ポリマー
ワーカビリティや保水性の向上のために混和される、合成樹脂やゴム類。AE剤などの混和剤に比べてセメントに対する使用量は多いが、薬剤としての印象が強いことからポリマー混和剤とも呼ばれる。大別すると水性ポリマーディスパージョン、再乳化形粉末樹脂、水溶性ポリマー、液状ポリマーの4種類に分類できる。水性ポリマーディスパージョンではスチレンブタジエンゴム、ラテックス、エチレン酢酸ビニル、ポリアクリル酸エステルエマルションなどが代表的である。
膨張材
乾燥およびセメントの水和反応による硬化収縮によるひび割れを防ぐために用いられる。カルシウムサルファアルミネート系と石灰系とに分けられ、膨脹の仕組みについては研究途上であるが、ともに膨脹材の粒子表面からの結晶生成によるとする説が有力である。